# Emilia Ayarza de Herrera
Emilia Ayarza de Herrera (Bogotá, 22 de mayo de 1919 - Los Ángeles, 1966), fue una escritora y columnista colombiana, destacada por su poesía y enfoque a la equidad social y la culturización de las mujeres.

## Biografía
Emilia Ayarza nació en Bogotá el 22 de mayo de 1919, donde residió los primeros años. Cursó sus estudios secundarios en el colegio de María Inmaculada, y en 1936, con 17 años de edad, recibió su diploma de bachiller. Para ese entonces, Emilia no había publicado ni compartido poemas o escritos. Se casó con Ángel Herrera, con quien tuvo cuatro hijos.
Ayarza se doctoró en filosofía y letras por la Universidad de los Andes en Colombia. Durante la década de 1950, colaboró con la revista Mito.
Ayarza llevó a cabo tertulias en su casa junto a artistas, escritores y poetas. Mantuvo amistad con autores conocidos como los “cuadernícolas”, que escribían su obra poética en en cuadernos antes de publicarla en libros. Formó parte de la generación de poetas colombianas pioneras, en la que también se encontraban autoras como Matilde Espinosa, Maruja Vieira, Mariela del Nilo, Gloria Cepeda y Dora Castellanos, entre otras. Su labor ayudó al posterior surgimiento de poetas como Marga López, Piedad Bonnett o Renata Durán entre otras.
La obra de Ayarza no obtuvo repercusión hasta después de su muerte.
En 1956, Emilia fue invitada por la universidad de Guatemala, México, para participar en unos recitales poéticos. Su aporte en la cultura Mexicana fue eficaz y exitoso, llevando en cada triunfo el nombre de la mujer colombiana. Así mismo, se dedicó a dictar la cátedra de Humanidades en la la Universidad autónoma de México; además de haber participado en cátedras y conferencias en Veracruz, Xalapa, Cuernavaca, Puebla, Toluca, Dachuca y en el Distrito Federal. Con una poderosa voz, Emilia recorrió México trabajando con lo que más le apasionaba: la poesía. En 1962, recibió un premio por su cuento “Juan mediocre se suena la nariz”.  Además, demostró que es posible crear una versatilidad en el quehacer literario femenino, evidenciando que la narrativa no es exclusivamente una cualidad del hombre. Los últimos diez años de su vida Emilia residió en México y luego falleció en la ciudad de Los Ángeles, en Estados Unidos.

## Obra

### Poética
La antología de su obra, comprendida entre 1947 y 1962, y publicada en 1996, permitió que la sociedad colombiana regresara tiempo atrás y se interesara  por su trabajo. Según el editor del libro de su antología en conmemoración de sus cien años de nacimiento, Juan Afanador, en Emilia encontramos una potencia y vitalidad en las palabras. Ella es una autora capaz de enunciarse a sí misma. No obstante, esta situación de la invisibilización de Emilia durante tanto tiempo no es extraña en Colombia: en su generación hay aproximadamente más de 120 mujeres escritoras, sin embargo es muy poca la información que hay sobre estas autoras. Actualmente, este tipo de trabajos se enfocan en recopilar distintos textos y hacer nombre de diferentes autoras, buscando reivindicar aquellas escritoras del siglo XIX y XX que en su momento fueron borradas. 
Durante la época de Emilia, escribir poesía, aunque no era del todo aceptado por la sociedad, estaba relacionado con un quehacer femenino, ya que este se encontraba ligado a la educación que recibían las “niñas bien” de la época, a las cuales se les inculcaba la lectura lírica, la práctica musical, la pintura, el tejido  entre otras artes. “Es una mujer que le corta las venas al silencio” por medio de la escritura de poesía. Su contemporánea y colega, Maruja Vieira, define su obra poética de la siguiente manera: “La poesía de Emilia Ayarza de Herrera, cuando abandona el acento suave y tierno con que mece la cuna blanca del hijo, es fuerte, vital. De una cercana raíz de piedra y cielo, le vienen imágenes atrevidas, bellas en ocasiones y otras veces en peligroso equilibrio entre la originalidad y la exageración” (Vieira, El Tiempo: 1947).

### Estilo
Emilia tenía un estilo único al momento de escribir, lo que le permitió el reconocimiento que tiene hoy en día como poeta colombiana. Su obra está compuesta de antologías de poesía, llenas de nostalgia, levedad, una intuición y sutileza, dejando claro a todo aquél que se sumerge en su lectura, que es un canto firme y sólido. En la actualidad, estudiosos de su obra, como Óscar Torres Duque, definen la poética de Emilia como “una de las voces más personales que ha dado la poesía colombiana del siglo XX. En su poesía hallamos un tono épico que nace de convertir la imagen angelical de la mujer, su imagen sentimental y manipulada por la metáfora pintoresca del primer carrancismo, en una mujer madre, madre a fuerza de violencia, de violencia natural y de violencia histórica. Una mujer que asume al mundo bajo su protección maternal y canta y denuncia el dolor del hombre, el explotado de la tierra y el ofendido por el mundo contemporáneo".

### Poesía
- Poemas (1940)
- Solo el canto (1947) con poemas como:
  - Testamento
  - Diálogo entre el poeta y yo
  - Vengo desde el sueño
  - Muerte
  - Problemas del amor adolescente
  - A Cali le ha llegado la muerte
  - Memoria de la risa[6]
- La sombra y el camino (1950)
- Voces del mundo (Bogotá, 1956)
- El Universo es Patria (1961)
- Juan Mediocre se suena la nariz (Ciudad de México, 1962)
- Ambrosio Maz, campesino de América Latina (poema, 1963)
- Segunda patria
- Diario de una mosca (prosa, 1964)

### Otras obras
- Hay un árbol contra el viento (novela)
- Margot contiene el ocaso (libro de cuentos)

## Periodismo

#### Antecedentes de su periodismo

##### Contexto Internacional
Durante la década de los treinta, distintos países, como Inglaterra y Estados Unidos, culminaron, aparentemente, su proceso por la reivindicación de los derechos civiles y políticos de las mujeres. El punto clave de esta lucha se encuentra en el momento histórico ocurrido en los años de 1918 en Inglaterra y 1920 en Estados Unidos. Este hecho es el sufragio femenino, el cual le permitió a la mujer obtener una participación mayor en la sociedad, reivindicarse a sí misma ayudando a la creación de distintos espacios de discusión en los que su mayor preocupación es el pensarse a la mujer dentro de una sociedad que hasta ese momento le había restringido su participación.
Es necesario tener en cuenta que estos procesos de lucha femenina estuvieron inspirados en los movimientos de Europa durante el siglo XIX, los cuales provenían de mujeres de clase media. Estas, a su vez, se veían motivadas por los distintos acontecimientos históricos que las antecedieron, como la Revolución Francesa (1789-1799) y la Industrial (1760-1840). Así mismo, durante este siglo, especialmente en Estados Unidos, surgen diferentes asociaciones encaminadas a los movimientos sufragistas, los cuales tendrán completa participación en el momento en el que se le concede el derecho al voto a la mujer. Algunas de estas asociaciones fueron: National Woman Suffrage Association (NWSA) , la Asociación Americana pro Sufragio de la Mujer (AWSA) , Unión de la Templanza de la Mujer Cristiana,  el Consejo Nacional de mujeres y la Asociación para el Progreso de la Mujer. Estos movimientos no solo se quedaron en la creación de asociaciones, sino que encontraron en la prensa una forma de expresarse y exponer ante la sociedad cuáles eran sus intereses y aquellas necesidades que sus movimientos estaban exigiendo. Algunos de estos periódicos fueron:  The Revolution, Englishwoman’s Journal. Estas publicaciones se encargaron de visibilizar y crear una cultura feminista que promovía la preparación y educación para la mujer, y así mismo contribuyeron a la organización de la clase obrera femenina de Nueva York.
No obstante, este proceso de transformación y reivindicación del papel de la mujer en sociedad no se quedó ahí, sino que estos movimientos sirvieron para inspirar a mujeres de todo el mundo a organizarse y les ayudaron a tomar conciencia de que era necesario un cambio, incluso a cuestionar aquellas inconsistencias que presentaban los mismos movimientos, tal como sucede una década después en Colombia cuando en una entrevista en el año 1944 la escritora y contemporánea de Emilia Ayarza,  María Currea de Aya, hace la siguiente afirmación: 
- Hay reformas de estas cuya urgencia es evidente, como por ejemplo, eliminar la discriminación que existe en algunos países, respecto a los derechos de las mujeres. En algunos Estados de la Unión Americana, la mujer casada no tiene derecho al fruto de su trabajo, en otros, en cambio, no existe esa injusticia, pero si otras respecto a la nacionalidad y al ejercicio de la patria potestad (Entrevista a María Currea de Aya por Mercedes Tamayo de Herrera, El Siglo: 1944)[7]

Así mismo, las preocupaciones sobre el rol de la mujer fueron más allá,  y se buscó la manera de evidenciar las cualidades de las mujeres frente a lo que estaba aconteciendo alrededor del mundo y la manera en que ellas se iban posicionando en la esfera pública, tal como acontece años más tarde con el artículo escrito por Emilia Gutierrez, quien en este se refería a “La primera mujer en el senado” de los Estados Unidos, recalcando las cualidades y capacidades de esta al asumir el cargo. Esta manera de reivindicar a la mujer por medio de sus virtudes será también usada por Emilia Ayarza, quien no busca con sus textos victimizar la figura femenina, sino que se enfoca en que  la mujer de la época debe educarse y superarse así misma para poder trabajar y demostrar lo capacitada que está para desempeñar cualquier cargo.
- Hablando de la mujer en la legislación, dice, entre otras cosas: solo una mujer puede saber cómo dar y atemperar con bondad sin detrimento de su eficiencia. Ella solamente puede encontrar la manera de salvar de la degradación a la juventud y proporcionarle manera de practicar las virtudes morales y cívicas. solo ella será capaz de hacer un trabajo efectivo a favor de la protección y rehabilitación de los que han estado en la cárcel, y también de la mujer caída (Gutiérrez, El Tiempo: 1949).[8]

##### Contexto nacional
Los gobiernos liberales de los años treinta tuvieron gran impacto en la sociedad colombiana de los años posteriores, puesto que sus ideologías políticas ayudaron a la transformación social, política y económica de los colombianos. Los diferentes escenarios de desigualdad comenzaron a hacerse visibles por medio de protestas y huelgas en las que los trabajadores de los sectores como  transporte, textil e industrial exigían mejoras en sus jornadas laborales. A estas protestas, se unen también las transformaciones de pensamiento que muestran los partidos liberales como lo es el Partido Socialista, el cual comienza a fijarse en las necesidades de los trabajadores del campo colombiano.  Es este escenario de agitación popular surge una preocupación inminente por aquellas problemáticas que vivieron mucho tiempo en el olvido por parte de los sectores gubernamentales, como sucede con las mujeres y su participación y rol en la sociedad, quienes inspiradas en los distintos movimientos alrededor del mundo  también encuentran un apoyo en la prensa colombiana. 
Periódicos como El Tiempo y El Siglo, los cuales para la época tenían una ideología liberal, fueron claves para la construcción y comunicación de diferentes panoramas de las mujeres que trabajaron en estos, y que a su vez encontraron espacios para poder mostrar su inconformidad respecto a temas políticos, literarios y educativos, no solo a cuestiones del hogar o la moda.

#### Participación en el periódico
Para la comprensión del trabajo en el periódico es necesario tener en cuenta la importancia de la lucha femenina durante las décadas de 1930 y 1940, ya que los sucesos y cambios que acontecen durante estas épocas le dan mayor participación a la mujer en la sociedad. Durante este tiempo las participantes de los periódicos mencionados anteriormente, se dedicaron a escribir sobre aquellos temas que eran de su interés y problemática social. Con base en esto, surge un grupo de  escritoras y columnistas colombianas en el que figuran nombres como: Mercedes Tamayo, Miryam Luz, Inés Álvarez Lleras de Bayona Posada, Cecilia Hernández,Emilia Ayarza, entre otras. Esta última enfocó su trabajo en el periódico a resaltar la capacidad de la mujer para asumir cualquier cargo y labor. Ayarza  encuentra en la prensa escrita una forma de defender su ideal de que “la mujer moderna debe trabajar” y así lo afirma en un artículo que hace sobre  Justina Valencia: 
- Trabajar, estudiar, instruirse, ponerse en contacto con las artes, saber ser mujeres conscientes y valerosas, es obligación de las muchachas de esta época. De lo contrario se sentarán, dentro de unos años, en una silla de cuero repujado, a regañar sobrinas, o importunar cuñados, a usar tacones torcidos y a tomar cada dos horas una taza de humeante chocolate con espumita de colores que dará unos visos sobre el más triste y lamentable de los pasados (Ayarza, El Tiempo: 1947).[8]

### El Tiempo
El discurso de Emilia durante su periodo como columnista en el periódico "El Tiempo" estuvo centrado en el rol de la mujer por fuera del hogar. Su narrativa se basaba completamente en resaltar las  capacidades de la mujer para llevar a cabo cualquier tipo de trabajo. De esta forma se reafirmaba una nueva manera de poner en evidencia aquellas inequidades respecto a su papel, estilo que había sido planteado en años anteriores por Emilia Gutierrez. Ayarza no solo planteaba en su escritura la necesidad de igualdad entre hombres y mujeres, sino que a su vez buscaba que estas fueran independientes por medio de su preparación educativa y luego a partir de su trabajo. 
Así mismo, por medio de sus columnas buscó reivindicar a aquellas mujeres escritoras como Elisa Mújica o Elena Mallarino quien trabajaba en la Radiodifusora Nacional. Igualmente, encontramos dentro de los mismos artículos de “El Tiempo” y de otras columnistas, varias entrevistas a autoras contemporáneas hablando sobre ellas mismas y la manera habilidosa en que cada una cumplía con su trabajo: (véase las citas anteriores)  entre ellas parecía no existir una rivalidad, sino una necesidad de unión y de exaltación la una con la otra; no había un menosprecio por trabajar en un ámbito diferente, sino que desde su mismo lugar laboral se reivindicaban las cualidades de la mujer que lo desempeñaba, como lo evidencia Emilia en estos fragmentos en los cuales cuestiona los roles establecidos tradicionalmente para ellas:
- Si la mujer debe trabajar, estudiar, reivindicarse, ¿Cómo entonces, su único puesto está en el hogar, al lado de los hijos y a la sombra del bolillo? Si la mujer no debe ni puede ocupar puestos de responsabilidad, si no puede “usurpar” posiciones políticas ¿Cómo entonces presentarse a las aulas universitarias a optar títulos doctorales y científicos? ¿Para qué? Si escribir 119 un libro de versos, hacer una obra literaria, si militar en el periodismo no son obras que hace la mujer ¿Entonces, cuáles? (Ayarza, El Tiempo: 1947).[8]

## Legado e influencia
Muchos se refieren a Emilia como una célebre colombiana intelectual. Reconocida en vida por sus poemas, llegó a participar en recitales en la Universidad de Guatemala. En su obra poética encontramos un tono de narración oscuro y desgarrador, el cual evidencia una manera distinta de usar el lenguaje, con el cual busca expresar esos sentimientos que a veces son tan difíciles de definir por medio de la escritura. “La angustia, la soledad y la premura del sueño son hilados con la diestra mano del que sabe que en la escritura no se puede ser ingenuo en ningún momento”. Por este mismo  lenguaje, esta poeta pareciera atemporal  lo que la hace destacar entre muchos poetas masculinos de su tiempo. Según Florence Thomas, Emilia convierte la poesía en una herramienta que normaliza y pone en igualdad a la mujer con el hombre.
En su obra poética no solo encontramos una lucha por los derechos de la mujer, sino también una poesía versátil que puede lograr empapar muchos campos de nuestra sociedad y que con cada relectura logra actualizarse así como lo plantea Carolina Dávila. 